# Saint-André-le-Puy
Saint-André-le-Puy ist eine französische Gemeinde mit 1.534 Einwohnern (Stand: 1. Januar 2022) im Département Loire  in der Region Auvergne-Rhône-Alpes. Cuzieu gehört zum Arrondissement Montbrison und zum Kanton Andrézieux-Bouthéon. Die Einwohner werden Podoandréens genannt.

## Geografie
Saint-André-le-Puy liegt etwa 25 Kilometer nordnordwestlich von Saint-Étienne am Fluss Anzieux in der historischen Landschaft Forez. Umgeben wird Saint-André-le-Puy von den Nachbargemeinden Marclopt im Norden und Nordwesten, Saint-Cyr-les-Vignes im Norden und Nordosten, Bellegarde-en-Forez im Osten, Cuzieu im Süden sowie Montrond-les-Bains im Westen.

## Bevölkerungsentwicklung
| Jahr                       | 1962 | 1968 | 1975 | 1982 | 1990 | 1999 | 2006 | 2017 |
| -------------------------- | ---- | ---- | ---- | ---- | ---- | ---- | ---- | ---- |
| Einwohner                  | 595  | 653  | 662  | 1002 | 1151 | 1182 | 1189 | 1539 |
| Quellen: Cassini und INSEE |      |      |      |      |      |      |      |      |

## Sehenswürdigkeiten

Kirche Saint-André

- Kirche Saint-André